# Chrysojasminum
Chrysojasminum, rod maslinovki opisan 2014., čije su vrste nekada bile uključivane u rod Jasminum, dio je tribusa Jasmineae.
Postoji 10 vrsta po jugu Euroazije i dijelovima Afrike. Jedini predstavnik ovog roda u Hrvatskoj je samo žuti jasmin

## Vrste
1. Chrysojasminum bignoniaceum (Wall. ex G.Don) Banfi
2. Chrysojasminum floridum (Bunge) Banfi
3. Chrysojasminum fruticans (L.) Banfi
4. Chrysojasminum goetzeanum (Gilg) Banfi
5. Chrysojasminum humile (L.) Banfi
6. Chrysojasminum leptophyllum (Rafiq) Banfi
7. Chrysojasminum odoratissimum (L.) Banfi
8. Chrysojasminum parkeri (Dunn) Banfi
9. Chrysojasminum stans (Pax) Banfi
10. Chrysojasminum subhumile (W.W.Sm.) Banfi & Galasso